# Azat
Azat (armensk: Ազատ) er en flod i Kotayk-provinsen i Armenien. Dens kilde er på den vestlige skråning af Geghamabjergene. Den flyder gennem Garni, Lanjazat og Arevshat. Den løber ind i Arax nær Artashat . Hovedformålet med Azat-dæmningen er kunstvanding og vandkraftproduktion. Dets farepotentiale er rangeret til at være højt.
Azatfloden er kendt i Armenien for sin skønhed. Den er 40 kilometer lang og har et afvandingsområde på 572 kvadratkilometer. Azat passerer gennem Khosrov Naturreservat . I sine nedre dele løber floden ud i Ararat-dalen. Azat er kendt for sine mange spektakulære vandfald og dens stenfyldte flodleje.

## Galleri
- Azat reservoiret
- Azatfloden ved Garni .
- En gammel bro på Azatfloden.
- Azatfloden passerer under en gammel stenbro.